# Frank Brower
Pour les articles homonymes, voir Brower.
Francis Marion Brower, né le 20 ou le 30 novembre 1823 à Baltimore (Maryland) et mort le 4 juin 1874 à Philadelphie, est un artiste américain utilisant le blackface, actif au milieu du XIXe siècle. 
Brower commence à interpréter des numéros de chant et de danse en se grimant en blackface dans des cirques et des spectacles de variétés à l'âge de 13 ans. Il introduit les os dans son numéro, contribuant ainsi à le populariser en tant qu'instrument associé au blackface. Brower fait équipe avec plusieurs autres artistes, formant sa plus longue association avec le banjoïste Dan Emmett (en) à partir de 1841. Brower se forge une réputation de danseur doué. En 1842, Brower et Emmett s'installent à New York. Ils se retrouvent au chômage en janvier 1843, puis s'associent avec Billy Whitlock et Richard Pelham pour former les Virginia Minstrels. Le groupe est le premier à présenter un minstrel show complet lors d'une soirée complète.
Après une tournée réussie dans les îles britanniques, Brower retourne aux États-Unis et fait équipe avec Emmett et d'autres artistes blackface pendant quelques années. Dans les années 1850, il quitte le métier de minstrel pour participer aux Tom shows basés sur le roman La Case de l'oncle Tom. Il revient brièvement au minstrel à la fin de la décennie lorsqu'une nostalgie des vieux minstrel shows s'installe. En 1867, Brower se retire du show business et ouvre un saloon.

## Jeunesse et début de carrière
Francis Marion Brower naît le 20 ou le 30 novembre 1823, selon les sources, à Baltimore, dans le Maryland. Il commence sa carrière à l'âge de 13 ans, se produisant pour la première fois au Dick Meyer's Third and Chestnut Streets Museum à Philadelphie, en Pennsylvanie. Brower affirme avoir appris à danser auprès des Noirs et il commence à participer à des spectacles de chant et de danse blackface dans des cirques et des théâtres,. Pour la saison 1840, Brower part en tournée avec la Cincinnati Circus Company, accompagné d'un banjoïste nommé Ferguson. Les deux deviennent les stars du spectacle.
En 1841, Brower fait équipe avec le banjoïste Dan Emmett (en), qui jouait dans l'orchestre du cirque. Brower apprend à jouer des os, ce qui fait de lui l'un des premiers à marier l'instrument avec le théâtre blackface. La saison suivante, Brower et Emmett partent en tournée avec le Raymond et Waring's Circus. Le duo se fait connaître et Brower se forge une réputation de danseur de premier plan. L'introduction par Brower de sauts acrobatiques sur scène fait son chemin auprès d'autres artistes blackface. Son numéro est si connu que William Henry Lane, connu sous le nom de Master Juba, fait une imitation de la danse de Brower lors d'un spectacle réalisé avec les Ethiopian Serenaders, avec qui Juba est en tournée en 1845. 
En novembre 1842, Brower et Emmett déménagent à New York. Ils jouent dans un théâtre de variétés, le Franklin Theatre à Chatham Square, et ajoutent un jeune danseur, nommé Pierce, à leur spectacle. Emmett jouait probablement du banjo pendant que Brower et Pierce dansaient. Tous les trois chantaient probablement. Le New York Herald du 4 décembre 1842 qualifie Brower de « représentation parfaite des personnages nègres du Sud ». À la mi-décembre, Brower quitte le trio, mais lui et Emmett refont équipe le 1er janvier dans un spectacle intitulé « Negro Holiday Sports in Carolina and Virginia ». 

## Tournée avec lesVirginia Minstrels
Le même mois, Brower et Emmett sont sans travail. Ils rejoignent deux autres artistes blackface — Richard Pelham et Billy Whitlock — pour former les Virginia Minstrels, le premier groupe d'artistes blackface à présenter un minstrel show complet. Brower prend le rôle de l'un des minstrels et joue des os. Son style de performance est caractérisé par des poses sauvages et des pitreries pendant qu'il joue, et lui et son collègue Richard Pelham, les danseurs vedettes, se lancent dans des danses « Virginia Breakdown ». Brower écrit quelques chansons pour la troupe, dont « Old Joe » en 1844. Il prononce un stump speech (en) intitulé « Définition des lois sur la faillite ». 

## Carrière ultérieure
Lorsque les Virginia Minstrels se séparent en 1843, Brower et le banjoïste Joel Sweeney rejoignent le Cooke's Royal Circus. Lui et Emmett retournent finalement aux États-Unis, où ils arrivent le 7 octobre 1844. Ils trouvent deux autres artistes blackface et forment un nouveau groupe, jouant au Lyceum Hall de Salem, dans le Massachusetts, le 23 octobre. Le groupe se rend à Boston et joue au Melodeon sous le nom de Legitimate Ethiopian Band. Emmett et Brower tournent ensemble de temps en temps jusqu'en 1846. En 1851, Brower se rend en Angleterre et se produit comme clown dans la Welch's Circus Company.
En 1854, au Bowery Amphitheatre de Lower East Side, Brower joue le rôle de l'oncle Tom dans un Tom show, à la mise en scène inspirée de La Case de l'oncle Tom (un rôle laissé vacant par Thomas D. Rice). La production, surnommée « Happy Uncle Tom », fait jouer à Brower le rôle d'un oncle Tom sourd et s'appuie sur l'humour sur la surdité pour son attrait. Brower interprète également une chanson de banjo et une gigue pendant le spectacle. Brower revient brièvement au minstrel à la fin des années 1850 lorsque plusieurs compagnies introduisent un programme nostalgique dérivé des premières années du minstrel. En janvier 1859, il rejoint par exemple la troupe d'opéra de Sanford à Philadelphie pour deux semaines au cours duquel il interprète son « original Tom Dance and Reel ». Brower, alors surnommé, « Uncle Frank », prend sa retraite du show business en 1867 après s'être cassé la jambe. Il passe ses dernières années à diriger un saloon. 
Brower meurt à Philadelphie le 4 juin 1874, après une maladie de deux mois. 